# Боксон
Боксон (рос. Боксон) — селище Окинського району, Бурятії Росії. Входить до складу Сільського поселення Сойотського.
Населення —  122 особи (2015 рік). 